# Rue Maillard
La rue Maillard est une voie du 11e arrondissement de Paris, en France.

## Situation et accès
La rue Maillard est une voie publique située dans le 11e arrondissement de Paris. Elle débute au 8, rue La Vacquerie et se termine au 5, rue Gerbier.

## Origine du nom

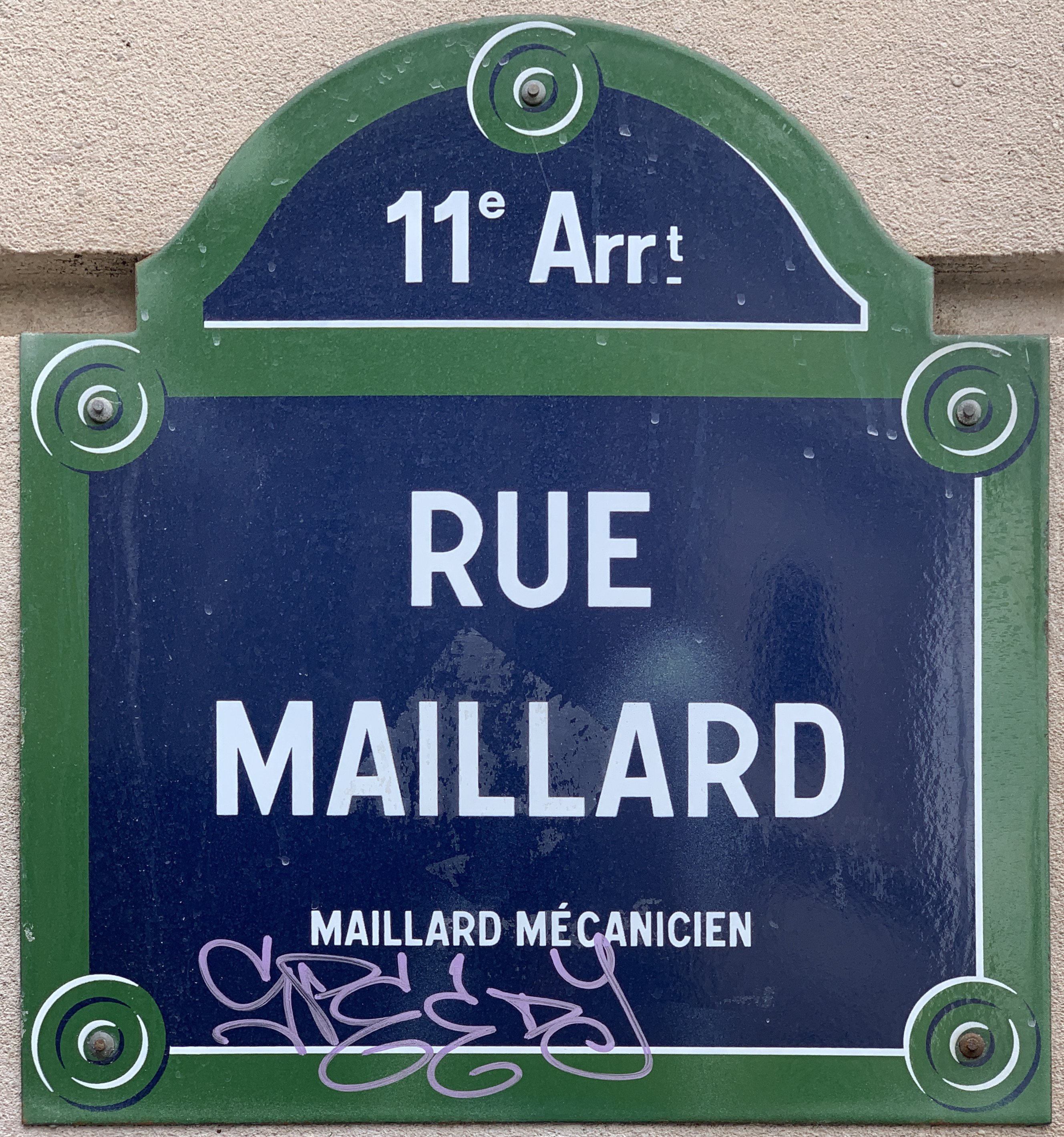
Plaque de la rue.

Elle porte le nom du mécanicien français Maillard qui, le premier, imagina en 1731, une chaise et une voiture automobiles mues mécaniquement à l'aide de pédales et de leviers pour lesquelles il obtint une récompense de l'Académie des sciences.

## Historique
Cette rue a été ouverte en 1902, par le département de la Seine sur l'emplacement de l'ancienne prison de la Roquette. Elle avait pris sa dénomination actuelle par un arrêté du 7 décembre 1900.